# Нобелевский концерт
Но́белевский конце́рт — одна из трёх составляющих нобелевской недели наравне с вручением премий и нобелевским ужином. Считается одним из главных музыкальных событий года европейских и главным музыкальным событием года скандинавских стран. Проводится ежегодно, с 1994 года. В нём принимают участие известные музыканты мира, работающие в разных жанрах (исключением стал концерт 1995 года, на котором звучала только классическая музыка).
Собственно Нобелевских концертов два: один проводится 8 декабря каждого года в Стокгольме, второй – в Осло на церемонии вручения Нобелевской премии мира.